# Natrijum hidrogenkarbonat
Natrijum hidrogenkarbonat, soda-bikarbona ili natrijum bikarbonat (IUPAC ime: natrijum vodonik karbonat, 3) je beli prah koji je rastvorljiv u vodi. To je so koju čine natrijumski katjon (Na+) i bikarbonatni anjon. Soda bikarbona je bela čvrsta materija koja je kristalna, ali često se pojavljuje kao fini prah. Ima blago slani, alkalni ukus koji podsjeća na sodu za pranje (natrijum karbonat). Prirodni mineralni oblik je nahkolit. On se sastoji se od minerala natrona i nalazi se rastvoren u mnogim mineralnim izvorima.
Pošto je odavno poznata i široko korišćena, ova so ima mnogo različitih imena kao što su soda bikarbona, soda za hleb, soda za kuvanje, soda za vrenje i bikarbont sode, i često se može naći u blizini praška za pecivo u prodavnicama. Termin baking soda je češći u Sjedinjenim Državama, dok je bicarbonate of soda češći u Australiji, Ujedinjenom Kraljevstvu i Novom Zelandu. Skraćeni kolokvijalni oblici kao što su natrijum bikarb, bikarb soda, bikarbonat i bikarb su uobičajeni.
Prefiks bi- u „bikarbonat” potiče od zastarelog sistema imenovanja koji je prethodio molekularnom znanju. Zasniva se na zapažanju da u natrijum bikarbonatu (NaHCO3) ima dvostruko više karbonata (CO3−2) po natrijumu nego u natrijum karbonatu (Na2CO3). Savremene hemijske formule ovih jedinjenja izražavaju njihov precizan hemijski sastav koji je bio nepoznat kada je skovan naziv bikarbonat potaše (vidi takođe: bikarbonat).

## Nomenklatura
S obzirom da je odavno poznata i naširoko se koristi, ova so ima mnoga srodna imena kao što su soda bikarbona, pekarska soda i bikarbonatna soda. Izraz baking soda je češći u Sjedinjenim Državama, dok se naziv bikarbonatna soda češće koristi u Australiji i Britaniji. U kolokvijalnoj upotrebi, nazivi natrijum bikarbonata i sode bikarbone često se skraćuju; forme kao što su natrijum bikarb, bikarb soda, bikarbonat i bikarb su uobičajeni.
Reč saleratus, od latinskog sal æratus (što znači „gazirana so”), bila je u širokoj upotrebi u 19. veku za bikarbonat natrijuma i bikarbonat kalijuma. Ovaj materija je poznat kao jedan od aditiva za hranu, sa E brojem E500.
Prefiks bi u bikarbonatu potiče iz zastarelog sistema imenovanja i zasniva se na zapažanju da postoji dva puta više karbonata (3) po natrijumu u natrijum bikarbonatu nego u natrijum karbonatu. Savremene hemijske formule ovih jedinjenja izražavaju njihove precizne hemijske kompozicije (koje su bile nepoznate kada su imena natrijum karbonat i natrijum bikarbonat formirana) kao natrijum hidrogenkarbonat (3) i natrijum karbonat. Ova imena su nedvosmislena, jer natrijum uvek ima +1 oksidaciono stanje i karbonat -2 oksidaciono stanje.

## Upotreba
Koristi se u proizvodnji praška za pecivo, u kozmetici, i proizvodnji penušavih pića.

### Kuvanje

#### Narastanje
U pripremi hrane se soda bikarbona prvenstveno koristi pri pečenju kao sredstvo za narastanje peciva. Kada reaguje s kiselinom, oslobađa se ugljen dioksid što uzrokuje širenje testa, i formira se karakteristična tekstura i granulacija u palačinkama, kolačima, brzom hlebu, sodnom hlebu i drugim pečenim i prženim namirnicama. Ova kiselo-bazna reakcija može se generički prikazati na sledeći način:
Kiseli materijali koji izazivaju ovu reakciju uključuju hidrogen fosfate, krem od vinskog kamena, limunov sok, jogurt, neobrano mleko, kakao i sirće. Soda bikarbona se može koristiti zajedno sa kiselim testima, koja su prirodno kisela, čineći proizvod lakšim i sa manje zastupljenim kiselim ukusom.
Toplota takođe može sama po sebi da uzrokuje da bikarbonat deluje kao sredstvo za podizanje pri pečenju zbog termičkog razlaganja, oslobađajući ugljen dioksid na temperaturama iznad 80 °C (180 °F)), na sledeći način:
Kada se koristi na ovaj način, bez prisustva kiselih sastojaka (bilo u testu ili upotrebom praška za pecivo koji sadrži kiselinu), oslobađa se samo polovina dostupnog CO2 (jedan molekul CO2 se formira na svaka dva ekvivalenta NaHCO3). Pored toga, u nedostatku kiseline, termičkim raspadanjem natrijum bikarbonata nastaje i natrijum karbonat, koji je jako alkalan i daje pečenom proizvodu gorak, „sapunasti” ukus i žutu boju. Pošto se reakcija odvija sporo na sobnoj temperaturi, smeše (testa za kolače itd.) mogu se ostaviti da stoje bez narastanja dok se ne zagreju u rerni.
Kada se dodaje kiselina, alkalni sastojci, kao što su punomasno mleko ili holandski-prerađeni kakao se obično dodaju pečenoj hrani da bi se izbegao prekomerni kiseli ukus dodate kiseline.

#### Prašak za pecivo
Prašak za pecivo, takođe se prodaje za upotrebu u pripremi hrane u obliku koji sadrži oko 30% bikarbonata i razne kisele sastojke koji se aktiviraju dodavanjem vode, bez potrebe za dodatnim kiselinama u medijumu koji se priprema. Mnogi oblici praška za pecivo sadrže natrijum bikarbonat u kombinaciji sa kiselim kalcijum fosfatom, natrijum aluminijum fosfatom ili tartarnim kremom. Soda bikarbona je alkalna; kiselina koja se koristi u prašku za pecivo sprečava formiranje metalnog ukusa kada hemijska promena tokom pečenja stvara natrijum-karbonat.

#### Drugo
Soda bikarbona se ponekad koristila u kuvanju zelenog povrća, jer mu daje jarko zelenu boju - što je opisano kao veštački izgled - zahvaljujući reakciji sa hlorofilom pri čemu nastaje hlorofilin. Međutim, to ima tendenciju da utiče na ukus, teksturu i nutritivni sadržaj i stoga više nije uobičajena praksa.

### Prehrambeni aditiv
Često se koristi u kombinaciji sa drugim aditivima za hranu u flaširanoj vodi radi dodavanja ukusa. Njegov E broj u Evropskoj uniji je E500.

### Pirotehnika
Natrijum bikarbonat je jedna od glavnih komponenti uobičajenog vatrometa „crne zmije”. Efekat je uzrokovan termičkim razlaganjem, koje proizvodi gas ugljen-dioksid da bi se proizveo izdužen pepeo nalik zmiji kao produkt sagorevanja druge glavne komponente, saharoze. Natrijum bikarbonat takođe odlaže reakcije sagorevanja oslobađanjem ugljen-dioksida i vode, od kojih su oba usporivači plamena, kada se zagreju.

### Blago dezinfekciono sredstvo
Ima slaba dezinfekciona svojstva i može biti efikasan fungicid protiv nekih organizama. Pošto će soda bikarbona apsorbovati pljesnive mirise, postala je pouzdan metod za prodavce korišćenih knjiga da učine da knjige imaju manje neprijatan miris.

### Aparat za gašenje požara
Natrijum bikarbonat se može koristiti za gašenje plamena na manjim masnoćama ili električnih požara bacanjem preko vatre, jer se zagrevanjem natrijum bikarbonata oslobađa ugljen-dioksid. Međutim, ne treba ga primenjivati na vatri u fritezama, jer iznenadno oslobađanje gasa može izazvati prskanje masti. Natrijum bikarbonat se koristi u suvim hemijskim aparatima za gašenje požara BC kao alternativa korozivnijem monoamonijum fosfatu u ABC aparatima za gašenje požara. Alkalna priroda natrijum bikarbonata čini ga jedinim suvim hemijskim agensom, pored Purple-K, koji se koristio u sistemima za gašenje požara velikih razmera instaliranim u komercijalnim kuhinjama.
Natrijum bikarbonat ima nekoliko mehanizama za gašenje požara koji deluju istovremeno. Kada se zagreje, razlaže se na vodu i ugljen-dioksid, što je endotermna reakcija koja lišava vatru toplote. Pored toga, on formira intermedijere koji mogu da uklone slobodne radikale koji su odgovorni za širenje vatre. Posebno kod požara masnića, takođe ima blagi efekat saponifikacije, stvarajući sapunastu penu koja može pomoći u gušenju vatre.

### Neutralizacija kiselina
Natrijum bikarbonat spontano reaguje sa kiselinama, oslobađajući gas CO2 kao produkt reakcije. Obično se koristi za neutralizaciju neželjenih rastvora kiselina ili prosutih kiselina u hemijskim laboratorijama. Nije prikladno koristiti natrijum bikarbonat za neutralizaciju baze iako je amfoteran, te reaguje i sa kiselinama i sa bazama.

### Sportski suplement
Natrijum bikarbonat se uzima kao sportski suplement za poboljšanje mišićne izdržljivosti. Studije sprovedene uglavnom na muškarcima su pokazale da je natrijum bikarbonat najefikasniji u poboljšanju performansi u kratkotrajnim aktivnostima visokog intenziteta.

### Poljoprivreda
Natrijum bikarbonat može sprečiti rast gljivica kada se nanese na lišće, iako neće ubiti gljivice. Prekomerne količine natrijum bikarbonata mogu izazvati promenu boje plodova (dvoprocentni rastvor) i hlorozu (jednopostotni rastvor).

### Medicinska upotreba i zdravlje
Natrijum bikarbonat pomešan sa vodom može se koristiti kao antacid za lečenje kiselinskih smetnji i gorušice. Njegova reakcija sa želučanom kiselinom proizvodi so, vodu i ugljen-dioksid:
NaHCO3 + HCl → NaCl + H2O + CO2(g)
Mešavina natrijum bikarbonata i polietilen glikola kao što je PegLajt, rastvorena u vodi i uzimana oralno, je efikasan preparat za ispiranje gastrointestinalnog trakta i laksativ pre gastrointestinalnih operacija, gastroskopije itd.
Intravenski natrijum bikarbonat u vodenom rastvoru se ponekad koristi za slučajeve acidoze, ili kada je u krvi nedovoljno jona natrijuma ili bikarbonata. U slučajevima respiratorne acidoze, uneti bikarbonatni jon pokreće pufer ugljične kiseline/bikarbonatne plazme ulevo i na taj način podiže pH. Iz tog razloga, natrijum bikarbonat se koristi u kardiopulmonalnoj reanimaciji pod medicinskim nadzorom. Infuzija bikarbonata je indikovana samo kada je pH krvi izrazito nizak (< 7,1–7,0).
HCO3− se koristi za lečenje hiperkalemije, jer će vratiti K+ u ćelije tokom perioda acidoze. Pošto natrijum bikarbonat može izazvati alkalozu, ponekad se koristi za lečenje predoziranja aspirinom. Aspirinu je potrebna kisela sredina za pravilnu apsorpciju, a bazna sredina će smanjiti apsorpciju aspirina u slučajevima predoziranja. Natrijum bikarbonat je takođe korišćen u lečenju predoziranja tricikličnim antidepresivima. Takođe se može primeniti lokalno kao pasta, sa tri dela sode bikarbone na jedan deo vode, za ublažavanje nekih vrsta ujeda i uboda insekata (kao i pratećih otoka).
Neki alternativni praktičari, kao što je Tulio Simončini, promovisali su sodu bikarbonu kao lek protiv raka, na šta je Američko udruženje za borbu protiv raka upozorilo zbog njene nedokazane efikasnosti i potencijalne opasnosti u upotrebi. Edzard Ernst je promociju natrijum bikarbonata kao leka protiv raka nazvao „jednom od najodvratnijih alternativnih prevara protiv raka koje sam video već duže vreme”.
Natrijum bikarbonat se može dodati lokalnim anesteticima, da bi se ubrzao početak njihovog dejstva i da bi njihova injekcija bila manje bolna. Takođe je komponenta Mofetovog rastvora, koji se koristi u hirurgiji nosa.
Predloženo je da kisela dijeta oslabljuje kosti. Jedna sistematska metaanaliza istraživanja nije pokazala takav efekat. Jedna druga takođe smatra da nema dokaza da alkalna ishrana poboljšava zdravlje kostiju, ali sugeriše da alkalna ishrana „možda ima neku vrednost“ iz drugih razloga.
Rastvori antacida (kao što je soda bikarbona) su pripremljeni i korišćeni od strane demonstranata da ublaže efekte izlaganja suzavcu tokom protesta.
Slično njegovoj upotrebi u pečenju, natrijum bikarbonat se koristi zajedno sa blagom kiselinom kao što je vinska kiselina kao ekscipijent u šumećim tabletama: kada se takva tableta ispusti u čašu vode, karbonat napušta reakcioni medijum kao gas ugljen-dioksid (HCO3− + H+ → H2O + CO2↑ ili, tačnije, HCO3− + H3O+ → 2 H2O + CO2↑). Ovo čini da se tableta raspadne, ostavljajući lek suspendovan i/ili rastvoren u vodi zajedno sa rezultujućom solju (u ovom primeru, natrijum tartarat).

#### Lična higijena
Natrijum bikarbonat se takođe koristi kao sastojak u nekim sredstvima za ispiranje usta. Ima antikarijesna i abrazivna svojstva. Deluje kao mehaničko sredstvo za čišćenje zuba i desni, neutrališe proizvodnju kiseline u ustima, a deluje i kao antiseptik kako bi se sprečile infekcije. Natrijum bikarbonat u kombinaciji sa drugim sastojcima može se koristiti za pravljenje suvog ili vlažnog dezodoransa. Natrijum bikarbonat se može koristiti kao pufersko sredstvo, u kombinaciji sa kuhinjskom solju, kada se pravi rastvor za ispiranje nosa.
Koristi se u higijeni očiju za lečenje blefaritisa. Ovo se postiže dodavanjem kašičice natrijum bikarbonata u hladnu vodu koja je nedavno prokuvana, a zatim sledi nežno ribanje baze trepavica pamučnim štapićem umočenim u rastvor.

#### Veterinarska upotreba
Natrijum bikarbonat se koristi kao dodatak hrani za stoku, posebno kao pufersko sredstvo za burag.

### Sredstvo za čišćenje
Natrijum bikarbonat se koristi u procesu uklanjanja boje i korozije koji se zove peskarenje sodom. Kao medijum za peskarenje, natrijum bikarbonat se koristi za uklanjanje površinske kontaminacije sa mekših i manje otpornih podloga kao što su aluminijum, bakar ili drvo koje bi mogle da budu oštećene abrazivnim medijumom silicijumskog peska.
Proizvođač preporučuje pastu napravljenu od sode bikarbone sa minimalnom količinom vode kao blagi prašak za ribanje. Takva pasta može biti korisna u uklanjanju površinske rđe jer rđa formira jedinjenje rastvorljivo u vodi kada se nalazi u koncentrovanom alkalnom rastvoru. Treba koristiti hladnu vodu jer rastvori tople vode mogu korodirati čelik. Natrijum bikarbonat napada tanak zaštitni sloj oksida koji se formira na aluminijumu, čineći ga nepogodnim za čišćenje ovog metala. Rastvor u toploj vodi će ukloniti mrlje sa srebra kada je srebro u kontaktu sa komadom aluminijumske folije. Soda bikarbona se obično dodaje u mašine za pranje veša kao zamena za omekšivač vode i za uklanjanje mirisa iz odeće. Kada se razblaži toplom vodom, takođe je skoro jednako efikasan u uklanjanju teških mrlja od čaja i kafe sa šoljica kao natrijum hidroksid.
Tokom Menhetn projekta za razvoj nuklearne bombe početkom 1940-ih, hemijska toksičnost uranijuma bila je problem. Utvrđeno je da se oksidi uranijuma veoma dobro lepe za pamučnu tkaninu i da se ne ispiraju sapunom ili deterdžentom za veš. Međutim, uranijum bi se isprao sa 2% rastvora natrijum bikarbonata. Odeća se može kontaminirati toksičnom prašinom osiromašenog uranijuma (DU), koja je veoma gusta, te se koristi za protivtegove u civilnom kontekstu i u projektilima za probijanje oklopa. DU se ne uklanja normalnim pranjem; pranje sa oko 6 oz (170 g) sode bikarbone u 2 galona (7,5 L) vode pomaže da se ispere.

### Kontrola mirisa
Često se tvrdi da je soda bikarbona efikasno sredstvo za uklanjanje mirisa i preporučuje se da se otvorena kutija drži u frižideru kako bi apsorbovala miris. Ovu ideju promovisao je vodeći američki brend sode bikarbone, Arm & Hammer, u reklamnoj kampanji koja je počela 1972. godine. Iako se ova kampanja smatra klasikom marketinga, koja je u roku od godinu dana dovela do toga da više od polovine američkih frižidera sadrži kutiju sode bikarbone, malo je dokaza da je efikasna u ovoj primeni.

## Hemijske osobine
Rastvor natrijum bikarbonata reaguje slabo bazno zbog hidrolize. To je jedan od aditiva kodiran od strane Evropske unije, identifikovan inicijalima E500. Rastvoren u vodi daje baznu sredinu. Reaguje sa kiselinama i tako razblažen, oslobađa vodu i ugljen-dioksid.
{\displaystyle NaHCO_{3}+HCl\rightarrow NaCl+H_{2}O+CO_{2}(g)}
{\displaystyle NaHCO_{3}+CH_{3}COOH\rightarrow CH_{3}COONa+H_{2}O+CO_{2}(g)}
Zbog svoje sposobnosti da reaguje sa kiselinama, koristi se i u farmaceutskoj industriji kao antacid i protiv gorušice. Prekomernu upotrebu treba izbegavati, jer utiče na pH vrednost želuca. Višak natrijuma povećava krvni pritisak (povećava rizik od hipertenzije i edema).
Natrijum bikarbonat je amfoterno jedinjenje.] Vodeni rastvori su blago alkalni zbog stvaranja ugljene kiseline i hidroksid jona:
HCO−
3 + H2O → H
2CO
3 + OH−
Natrijum bikarbonat se ponekad može koristiti kao blagi agens za neutralizaciju i sigurnija alternativa jakim bazama kao što je natrijum hidroksid. Reakcija natrijum bikarbonata i kiseline proizvodi so i ugljenu kiselinu, koja se lako razlaže na ugljen-dioksid i vodu:
NaHCO3 + HCl → NaCl + H2O+CO2
H2CO3 → H2O + CO2(g)
Natrijum bikarbonat reaguje sa sirćetnom kiselinom (koja se nalazi u sirćetu), stvarajući natrijum acetat, vodu i ugljen-dioksid:
NaHCO3 + CH3COOH → CH3COONa + H2O + CO2(g)
Natrijum bikarbonat reaguje sa bazama kao što je natrijum hidroksid da bi se formirali karbonati:
NaHCO3 + NaOH → Na2CO3 + H2O

### Termičko raspadanje
Na temperaturama od 80–100 °C (176–212 °F), natrijum bikarbonat se postepeno razlaže na natrijum karbonat, vodu i ugljen-dioksid. Konverzija je brža na 200 °C (392 °F):
2 NaHCO3 → Na2CO3 + H2O + CO2
Većina bikarbonata prolazi kroz ovu reakciju dehidracije. Dalje zagrevanje pretvara karbonat u oksid (iznad 850 °C/1.560 °F):
Na2CO3 → Na2O + CO2
Generisanje ugljen-dioksida i vode delimično objašnjava svojstva gašenje požara NaHCO3, iako su drugi faktori kao što su apsorpcija toplote i uklanjanje radikala značajniji.

## Prirodna pojava
U prirodi, natrijum bikarbonat se javlja skoro isključivo kao nahkolit ili trona. Trona je češća, jer je nakolit rastvorljiviji u vodi i hemijska ravnoteža između dva minerala favorizuje tronu. Značajna nalazišta nahkolita nalaze se u Sjedinjenim Državama, Bocvani i Keniji, Ugandi, Turskoj i Meksiku. Najveća nalazišta trone su u basenu Grin reke u Vajomingu.
Nahkolit se ponekad nalazi kao komponenta uljnih škriljaca.

## Stabilnost i rok trajanja
Ako se drži na hladnom (sobna temperatura) i suvom (preporučuje se hermetički zatvorena posuda da bi se sprečio pristup vlažnog vazduha), natrijum bikarbonat se može čuvati bez značajne količine raspadanja najmanje dve ili tri godine.

## Istorija
Reč natron je bila u upotrebi u mnogim jezicima tokom modernog vremena (u oblicima anatron, natrum i natron) i nastala je (poput španskog, francuskog i engleskog natron, kao i 'natrijum') preko arapskog naṭrūn (ili anatrūn; up. donjeegipatski „Natrontal“ Vadi El Natrun, gde je korišćena mešavina natrijum karbonata i natrijum hidrogenkarbonata za dehidraciju mumija) iz grčkog nítron (νίτρον) (Herodot; atički lítron (λίτρον)), koji se može prati do staroegipatskog ntr. Grčki nítron (soda, šalitra) se takođe koristio u latinskom (sal) nitrum i u nemačkom Salniter (izvor azota, nitrat itd). Reč saleratus, od latinskog sal æratus (što znači „gazirana so”), bila je naširoko korišćena u 19. veku i za natrijum bikarbonat i za kalijum bikarbonat.
Godine 1791, francuski hemičar Nikola Lebla proizveo je natrijum karbonat (poznat i kao soda pepeo). Apotekar Valentin Rouz mlađi je zaslužan za otkriće natrijum bikarbonata 1801. godine u Berlinu. Godine 1846, dva američka pekara, Džon Dvajt i Ostin Čerč, osnovali su prvu fabriku u Sjedinjenim Državama za proizvodnju sode bikarbone od natrijum karbonata i ugljen-dioksida.
Saleratus, kalijum ili natrijum bikarbonat, pominje se u romanu Kapetani hrabri pisca Radjarda Kipliga kao široko korišćen u 1800-im godinama u komercijalnom ribolovu kako bi se sprečilo kvarenje sveže ulovljene ribe.
Godine 1919, američki senator Li Overman je izjavio da soda bikarbona može da izleči španski grip. U jeku rasprave 26. januara 1919. prekinuo je diskusiju da bi najavio otkriće leka. „Želim da kažem, za dobrobit onih koji vode ovu istragu“, izvestio je on, „da mi je sudija višeg suda u planinskoj državi Severne Karoline rekao da su otkrili lek za ovu bolest.” Navodni lek je podrazumevao kritiku moderne nauke i uvažavanje jednostavne mudrosti jednostavnih ljudi. „Kažu da će obična soda bikarbona izlečiti bolest“, nastavio je, „da su je izlečili njome, da tamo gore uopšte nema smrti; koriste običnu sodu bikarbonu, koja leči bolest.“

## Proizvodnja
Natrijum bikarbonat se industrijski proizvodi od natrijum karbonata:
Na2CO3 +  CO2  +  H2O  →  2 NaHCO3
Proizvodi se u razmerama od oko 100.000 tona godišnje (od 2001. godine) sa proizvodnim kapacitetom širom sveta od 2,4 miliona tona godišnje (od 2002. godine). Komercijalne količine sode bikarbone takođe se proizvode sličnim metodom: soda pepeo, iskopana u obliku rude trona, rastvara se u vodi i tretira ugljen-dioksidom. Natrijum bikarbonat se taloži kao čvrsta supstanca iz ovog rastvora.
U Solvejevom procesu, natrijum bikarbonat je intermedijer u reakciji natrijum hlorida, amonijaka i ugljen-dioksida. Proizvod međutim pokazuje nisku čistoću (75 %).
NaCl + CO2 + NH3 + H2O → NaHCO3 + NH4Cl
Iako nema praktičnu vrednost, NaHCO3 se može dobiti reakcijom ugljen-dioksida sa vodenim rastvorom natrijum hidroksida:
CO2 + NaOH → NaHCO3

### Rudarstvo
Prirodne naslage nahkolita (NaHCO3) nalaze se u formaciji Zelene reke iz eocenskog doba (pre 55,8–33,9 miliona godina), u basenu Pijans u Koloradu. Nahkolit je deponovan kao ležišta tokom perioda visokog isparavanja u basenu. Komercijalno se kopa korišćenjem uobičajenih tehnika podzemnog rudarstva, kao što su bušenje, bubanj i iskopavanje dugih zidova na način koji je veoma sličan kopanju uglja.
Takođe se proizvodi iskopavanjem rastvora, pumpanjem zagrejane vode kroz slojeve nahkolita i kristalizacijom rastvorenog nahkolita kroz proces kristalizacije hlađenjem.
Pošto se nahkolit ponekad nalazi u škriljcima, može se proizvesti kao koproizvod ekstrakcije nafte iz škriljaca, gde se dobija iz rastvora.

## U popularnoj kulturi
Natrijum bikarbonat, kao „soda bikarbona”, bio je čest izvor fraza za Gruča Marksa u filmovima braće Marks. U Pačjoj supi, Marks igra vođu nacije u ratu. U jednoj sceni dobija poruku sa bojnog polja da njegov general prijavljuje gasni napad, a Gručo kaže svom pomoćniku: „Reci mu da uzme kašičicu sode bikarbone i po čašu vode.“ Noć u operi, Gručov lik se obraća publici prve večeri u operi govoreći o glavnom tenoru: „Signor Laspari potiče iz veoma poznate porodice. Njegova majka je bila poznata bas pevačica. Njegov otac je bio prvi čovek koji je napunio špagete sodom bikarbonom, izazivajući i lečeći probavne smetnje u isto vreme.“
U klasiku Džozefa L. Mankeviča Sve o Evi, lik Maksa Fabijana (Gregori Ratof) ima proširenu scenu sa Margo Čening (Bet Dejvis) u kojoj, pati od žgaravice, traži, a zatim pije sodu bikarbonu, izazivajući izraženo podrigivanje. Čening obećava da će uvek držati kutiju bikarba sa Maksovim imenom na njoj.

## Literatura
- Haynes, William M., ур. (2011). CRC Handbook of Chemistry and Physics (92nd изд.). CRC Press. ISBN 978-1439855119.

## Spoljašnje veze
- Sporedne namene sode bikarbone („B92“, 20. jun 2011)
- International Chemical Safety Card 1044